# Статистическая графика
Статистическая графика, также известная как графическая техника, представляет собой графику в области статистики, используемой для визуализации количественных данных.

## Обзор
В то время статистика и анализ данных обычно дают их вывод в числовой или табличной форме, статистическая графика позволяют отображать такие результаты в изобразительной форме.

## История
Статистическая графика занимала центральное место в развитии науки и датируется самыми ранними попытками анализа данных. 
Многие известные формы, в том числе двумерные графики, фоновых картограмм, гистограммы и координатная бумага, были использованы в 18 веке. 
Статистическая графика, разработанная с учетом четырех проблем: [3]
1. Пространственная организация в 17 и 18 веках
2. Дискретное сравнение в 18-м и начале 19-го века
3. Непрерывное распространение в XIX веке и
4. Многомерное распределение и корреляция в конце 19-го и 20-го века.

В 1930-е годы статистическая графика развивалась в формате Isotype.
С 1970-х годов статистическая графика вновь появляется как важный аналитический инструмент с распространением компьютерной графики и смежных технологий.

## Примеры
Джон Сноу(John Snow) построил график смертей от холеры в Лондоне в 1854 году, что в свою очередь помогло определить источник заболевания,

## Литература

Точечная карта холеры, Джон Сноу, 1854 год.